# Mešulam Nahari
Mešulam Nahari (hebrejsky משולם נהרי, narozen 7. května 1951 Jeruzalém) je izraelský rabín, politik a poslanec Knesetu za ultraortodoxní stranu Šas. V letech 2009 až 2013 byl ministrem bez portfeje v druhé Netanjahuově vládě. Od května 2015 je náměstkem ministra sociální péče a sociálních služeb.

## Biografie
Nahari se narodil v Jeruzalémě a studoval v ješivě. Po absolvování povinné vojenské služby v Izraelských obranných silách byl ustanoven rabínem a po studiu na Lifschitz Teaching College získal titul bakalář. Poté se stal ředitelem školy a pracoval rovněž jako konzultant náměstka ministra školství. Mimo to byl členem ředitelství ministerstva školství a později se na zmíněném ministerstvu stal vedoucím oddělení pro charedi kulturu.
Poslancem byl poprvé zvolen ve volbách v roce 1999 a jak za vlády Ehuda Baraka, tak za vlády Ariela Šarona byl náměstkem ministra školství. Svůj poslanecký mandát si udržel po volbách v letech 2003 i 2006 a po druhých zmíněných byl jmenován ministrem bez portfeje ve vládě Ehuda Olmerta. V září 2006 získal funkci na ministerstvu financí a mezi jeho pole působnosti patřilo vzdělání a sociální systém. Po svém jmenování navrhl zákon, na jehož základě by místní samospráva financovala neuznané ultraortodoxní školy. Zákon nakonec prošel, a to i přes protesty nejvyššího státního zástupce a ministryně školství Juli Tamir.
Poslanecký mandát si udržel i po volbách v roce 2009, pro které měl páté místo na kandidátní listině strany. Ve volbách v roce 2013 svůj poslanecký mandát taktéž obhájil. Mandát obhájil rovněž ve volbách v roce 2015. Od května 2015 je ve čtvrté Netanjahuově vládě náměstkem ministra sociální péče a sociálních služeb.